# Corumbaíba
Corumbaíba is een gemeente in de Braziliaanse deelstaat Goiás. De gemeente telt 8.624 inwoners (schatting 2009).